# Алмалицькі збагачувальні фабрики
Алмалицькі збагачувальні фабрики – складові потужного гірничо-металургійного майданчику, що діє на сході Узбекистану в районі міста Алмалик. 

## Свинцево-цинкова/МЗФ-2
В 1953 році в межах проекту Алтин-Топканського свинцево-цинкового комбінату в районі Алмалику стала до ладу свинцево-цинкова збагачувальна фабрика, що приймала продукцію рудників Алтин-Топкан (знаходився на суміжній території Таджикистану) та Кургашинкан (розташований неподалік від Алмалика). З 1964-го також надходила продукція рудника Пай-Булак (так само з території Таджикистану).
В 1967-му Алтин-Топканський комбінат перетворили на Алмалицький гірничо-металургійний комбінат (АГМК), а з 1970-го збагачувальна фабрика могла спрямовувати цинковий концентрат на цинкоплавильний завод АГМК (відносно свинцевого концентрату можливо відзначити, що найближчим до Алмалику плавильним майданчиком цього продукту був казахський Чимкентський свинцевий завод). 
Не пізніше першої половини 1990-х розробка Кургашинкану завершилась через вичерпання запасів, а від оренди таджицьких родовищ відмовились наприкінці того ж десятиліття через несприятливу ринкову ситуацію. Як наслідок, свинцево-цинкову збагачувальну фабрику перепрофіліювали на роботу з мідно-молідбеновою рудою кар'єра Сари-Чеку, тому наразі вона відома як МОФ-2.

## Мідна збагачувальна фабрика (МЗФ)
В 1957-му в межах проекту освоєння гігантського мідно-молібденового родовища Кальмакир почалось спорудження мідної збагачувальної фабрики, перша секція якої стала до ладу в 1961 році. Всього перша черга отримала чотири секції, а в 1965 – 1967 роках ввели в дію чотири секції другої черги. Вже у 1970-му узялись за модернізацію першої черги, а також доповнили її п’ятою секцією. Нарешті, в 1985-му став до ладу дробильно-збагачувальний комплекс (секція №10). 
Загальна потужність МОФ становила 38 млн тонн руди на рік, втім, протягом перших п’яти десятків років свого існування кар'єр Кальмакир так і не зміг забезпечити її повне завантаження – досягнутий в 1987-му максимальний рівень видобутку склав  26 млн тонн руди. З 1974-го руда також могла надходити з Сари-Чеку, проте потужність останнього не перевищувала 4 млн тонн на рік. 
Отримані мідний концентрат та молібденовий промпродукт спрямовуються на мідеплавильний завод АГМК.
Станом на кінець 2000-х рівень вилучення молібденіту складав 45%. Крім того, збагачувальна фабрика не вилучала сфалерит та галеніт (мінерали цинку та свинцю).

## МЗФ-3
В першій половині 2020-х активно ведеться будівництво гігантського кар'єру Йошлик-1. В межах цього ж проекту в Алмалику зводять третю мідну збагачувальну фабрику, що буда здатна приймати 60 млн тонн руди на рік. Отриманий концентрат спрямовуватиметься на новий мідеплавильний завод АГМК.